# Sergueï Belochnikov
Sergueï Belochnikov (russe : Серге́й Влади́мирович Бело́шников), né le 19 novembre 1952 à Riga, alors en URSS, décédé le 31 décembre 2023, est un écrivain, scénariste et réalisateur russe. Il est surtout connu pour son roman Le Bourreau.

## Biographie
Son père était un médecin, officier de marine soviétique dans les sous-marins. Avec son frère, élevé par sa mère, médecin également, il a eu une enfance heureuse. Il fait ses études à l'école Serov d'Arts plastiques, à Leningrad, où son père avait été muté, profitant également de l'influence d'un oncle. 
Sergeï exerce ensuite comme directeur d'une école d'arts plastiques, pendant 3 ans, en Sibérie, dans la région de Tomsk, sur le fleuve Ob, à 80 km de Narym, où avait été déporté Staline.
À la fin de son contrat, il intègre l’Institut d'État des hautes études cinématographiques de Moscou, dans la section "mise en scène" ; il obtient son diplôme en 1987. Dès 1983, il crée sa propre maison de productionVideoart. Il commence à faire quelques courts-métrages et un long métrage, Roublard et Hipposa. Dans le même temps, il écrit son roman, Le Bourreau, qui devient un succès international et est adapté au cinéma en 1990 par Viktor Sergueïev.

### Vie familiale
- Marié une première fois, il a une fille, Lavra dans les années 1980.
- Le décès de sa seconde femme le plonge dans un long épisode de silence.

## Œuvres

### Romans
- Le Bourreau
- Le Malin et le Hippie
- L'horreur vient par la pleine lune

#### Le Bourreau
Il s'agit d'un roman policier d'une profonde noirceur, présentant la vengeance d'une femme violée, que les moyens de cette vengeance emmènent au-delà de ce qu'elle peut supporter. L'originalité de style vient de ce que l'auteur écrit  toujours à la première personne, mais en faisant parler ses personnages à tour de rôle : « Quant à la manière d'écrire à la première personne, elle me plaît beaucoup. (...) À la première personne, on peut parler dans la langue des personnages. L'aspect dramatique est mieux conservé. Comme au théâtre »

## Films

### Comme scénariste
- 1986 : I nikto na svete...
- 1987 : Schastlivo ostavat'sya!
- 1989 : Lovkach i Khippoza (titre anglais : You Can't Leave Me Like This)
- 1989 : Kamyshovyy ray (titre anglais : Rééd.Paradise)
- 1990 : Le Bourreau (Палач, Palatch) de Viktor Sergueïev¨
- 1991 : Sled dozhdya (titre anglais : Traces of Rain)
- 2003 : La Cage (Kletka), série télévisée
- 2003 : Passazhir bez bagazha, téléfilm
- 2003 : Vkus ubiystva, téléfilm

### Comme réalisateur
- 1987 : Schastlivo ostavat'sya!
- 1989 : Lovkach i Khippoza (titre anglais : You Can't Leave Me Like This = Roublard et Hipposa)
- 2003 : Kletka, série télévisée